# Camp de Bigogwe
Le camp de Bigogwe est un camp militaire du Rwanda, situé entre Gisenyi et Ruhengeri.
Au début des années 1990, des Tutsis y ont été massacrés.